# اربندورف
شهر اربندورف در ایالت بایرن در کشور آلمان واقع شده است.